# Sipbachzell
Sipbachzell là một đô thị thuộc huyện Wels-Land thuộc bang Oberösterreich, Áo. Đô thị Sipbachzell có diện tích 25 km², dân số thời điểm năm 2006 là 1771 người.
Bản mẫu:Wels-Land